# Loop (musica)
In musica, un loop è una sezione in cui un suono o un campionamento viene riprodotto ripetutamente tramite l'utilizzo di specifici nastri, effetti audio, un campionatore o dei software appositi.
Nel libro del produttore discografico e remixer Erik Hawkins, un loop viene definito come "il campionamento di una performance che è stato mixato in modo da ripetersi senza interruzione quando la traccia è suonata dall'inizio alla fine".
Un esempio di loop è quello ottenibile tramite speciali musicassette dette "a riproduzione continua".

## Storia
I pionieri nell'uso dei loop furono i musicisti Pierre Schaeffer e Pierre Henry, i quali scoprirono il loop per errore. Sul disco su cui stavano registrando si era formata della polvere, la puntina di lettura del disco saltò e compì un cerchio chiuso invece che continuare la sua corsa a spirale. 

## Il "looping" oggi
Risalgono ai primi anni novanta degli strumenti digitali per il cosiddetto live looping, cioè la registrazione dal vivo di loop da poter eseguire al momento negli show. 
Al giorno d'oggi il looping, tecnica largamente usata in generi come rap, hip hop, drum n bass e dub, è portato avanti grazie a software appositi, di cui alcuni dei più usati sono Ableton Live, Pro Tools, Cubase, Sound Forge, GarageBand, FL Studio, Logic Pro, Reason.
Dispotivi fisici per i loop oggi si trovano sotto forma di rack unit, o sono integrati nelle pedaliere degli effetti.
Esistono dei festival musicali dedicati interamente al looping, come "Loopstock", che si tiene dal 2002 in California, mentre in Italia il primo festival internazionale dedicato al Live Looping  si è tenuto solo nel giugno 2009.

## Loop station
Loop Station o più propriamente Looper è il nome che genericamente viene dato a dei sistemi di effetti per strumenti musicali, solitamente in forma di pedaliera, il cui scopo principale è dapprima la registrazione e poi la riproduzione continua di brevi frasi musicali. Dopo aver registrato una frase, alla pressione di un pulsante essa viene ripetuta continuamente fin quando il musicista preme il pulsante di stop. È molto utilizzato negli spettacoli di musicisti singoli o piccoli ensemble per registrare basi ritmiche sulle quali suonare assoli con lo stesso strumento.